# مقاطعة إميري (يوتا)
مقاطعة إميري (بالإنجليزية: Emery County)‏ هي إحدى مقاطعات ولاية يوتا في الولايات المتحدة. بلغ عدد السكان 10,976 نسمة حسب تعداد عام 2010.  مقر المقاطعة هو كاسل دايل،  وأكبر مدينة هي هنتنغتون. سميت المقاطعة على جورج دبليو إيمري، حاكم إقليم يوتا في عام 1875. 

## معرض صور

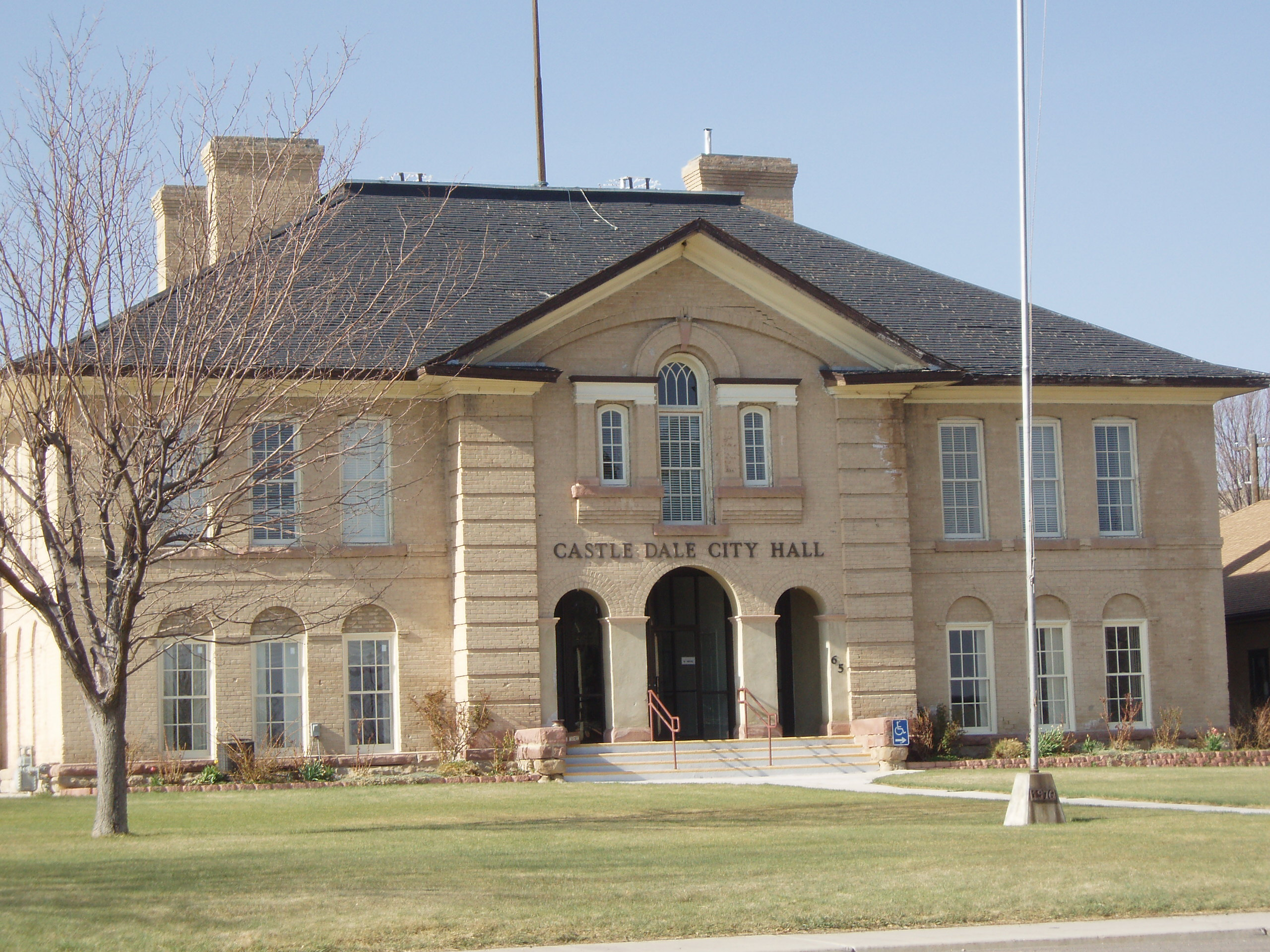
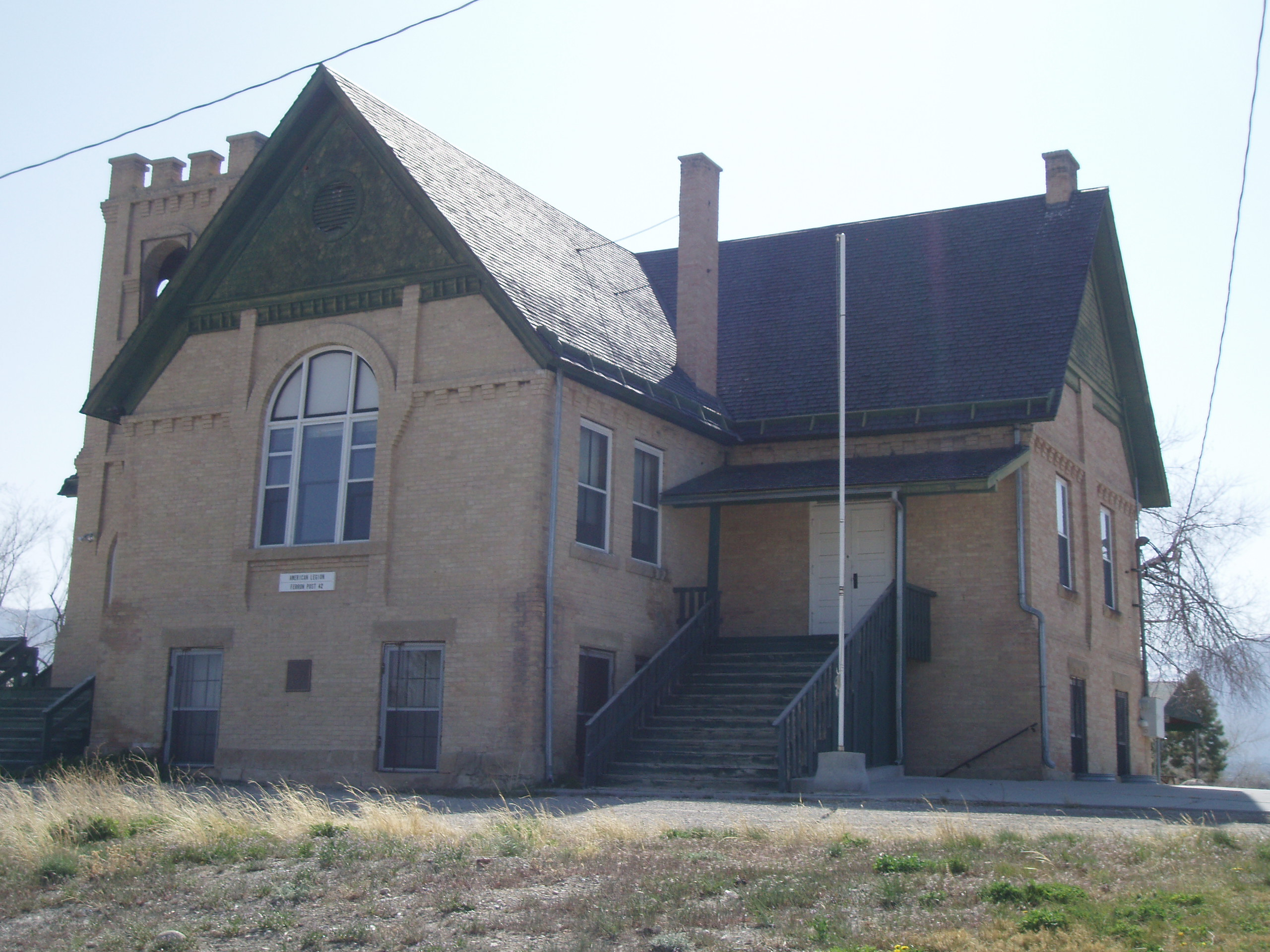
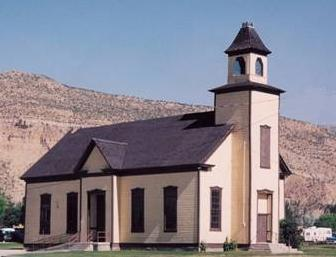
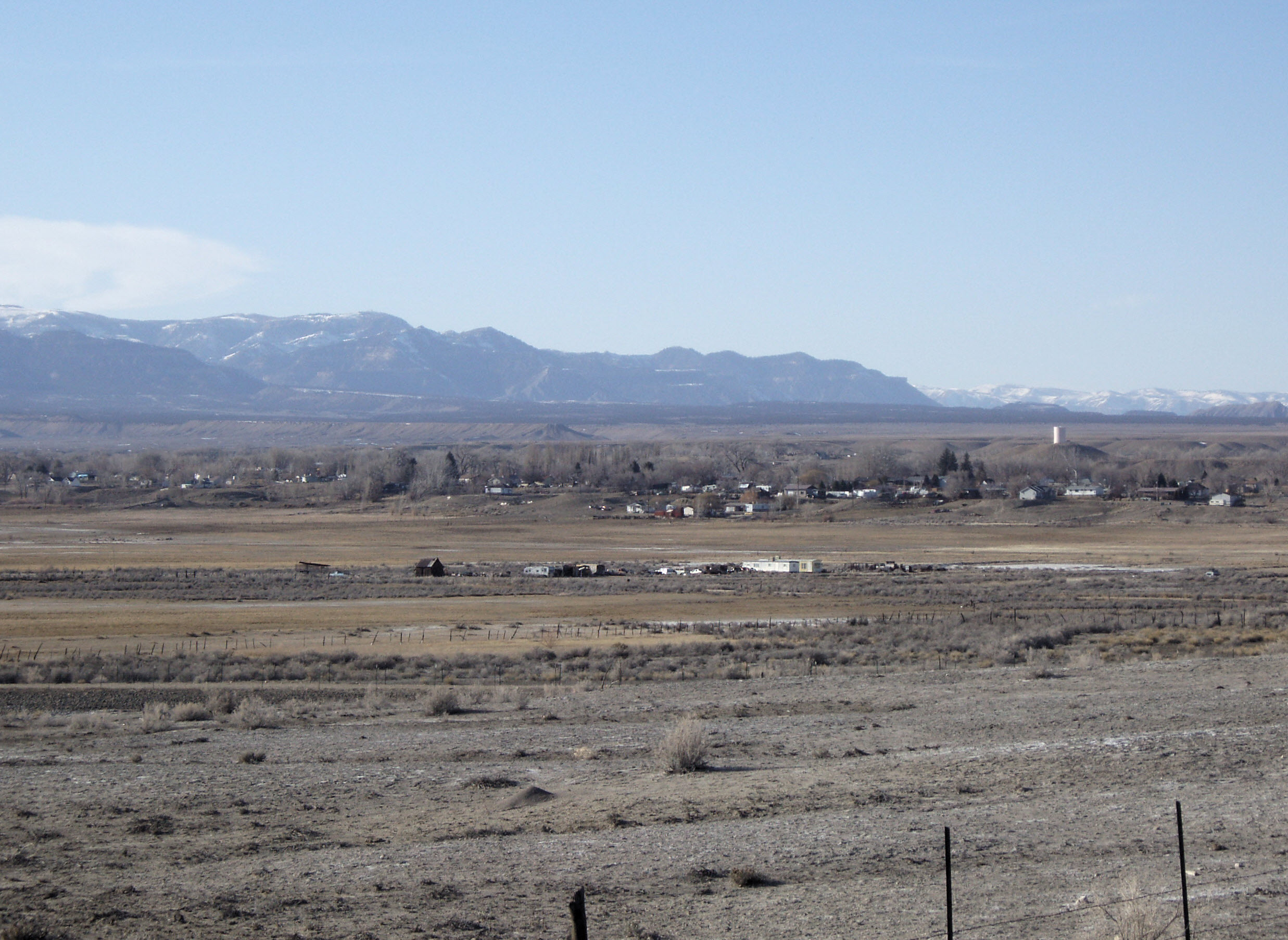